# Centranthus calcitrapa
Centranthus calcitrapa är en kaprifolväxtart. Centranthus calcitrapa ingår i släktet pipörter, och familjen kaprifolväxter.

## Underarter
Arten delas in i följande underarter:
- C. c. calcitrapa
- C. c. gutierrezii
- C. c. orbiculatus
- C. c. trichocarpus

## Bildgalleri

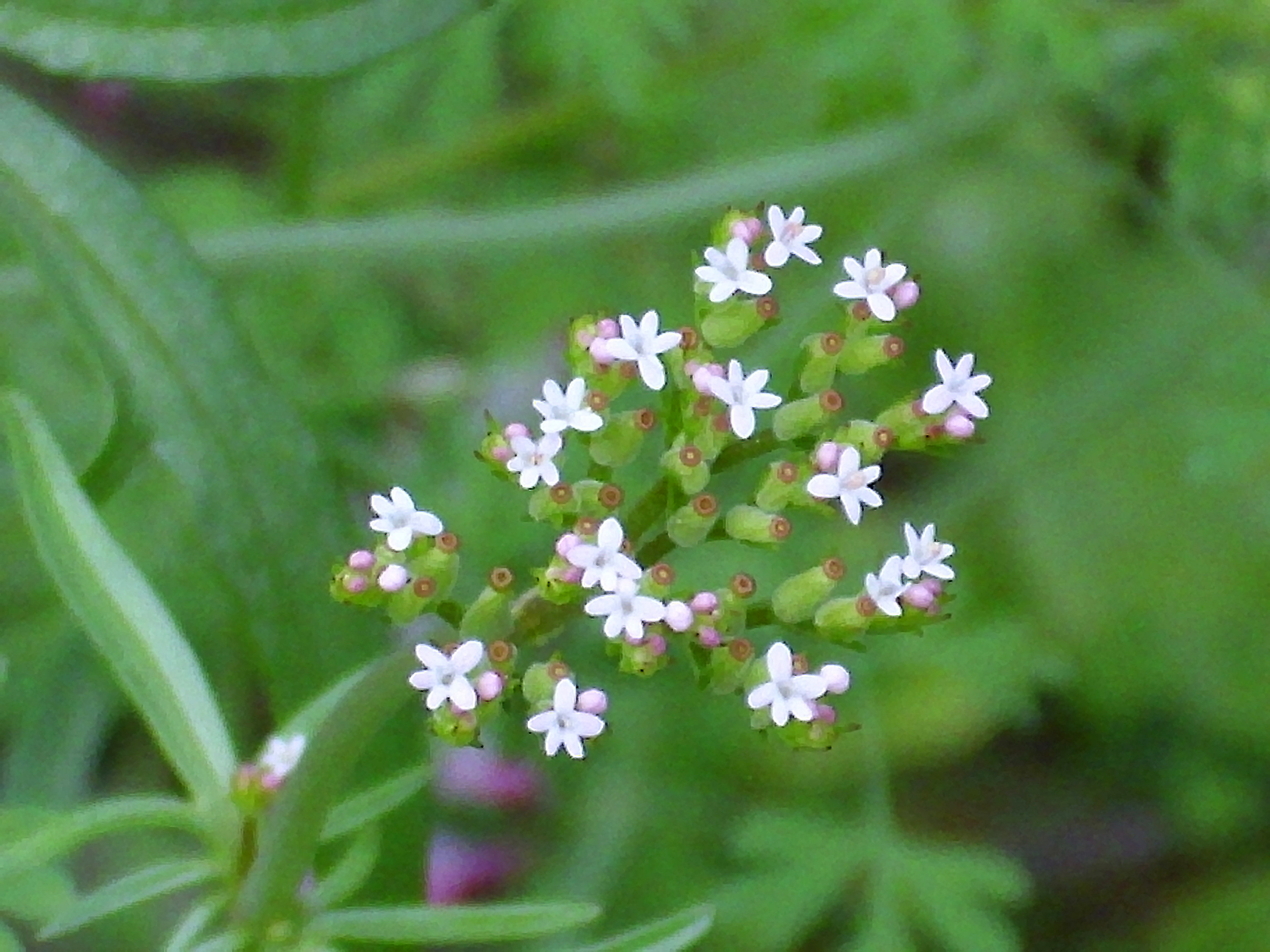
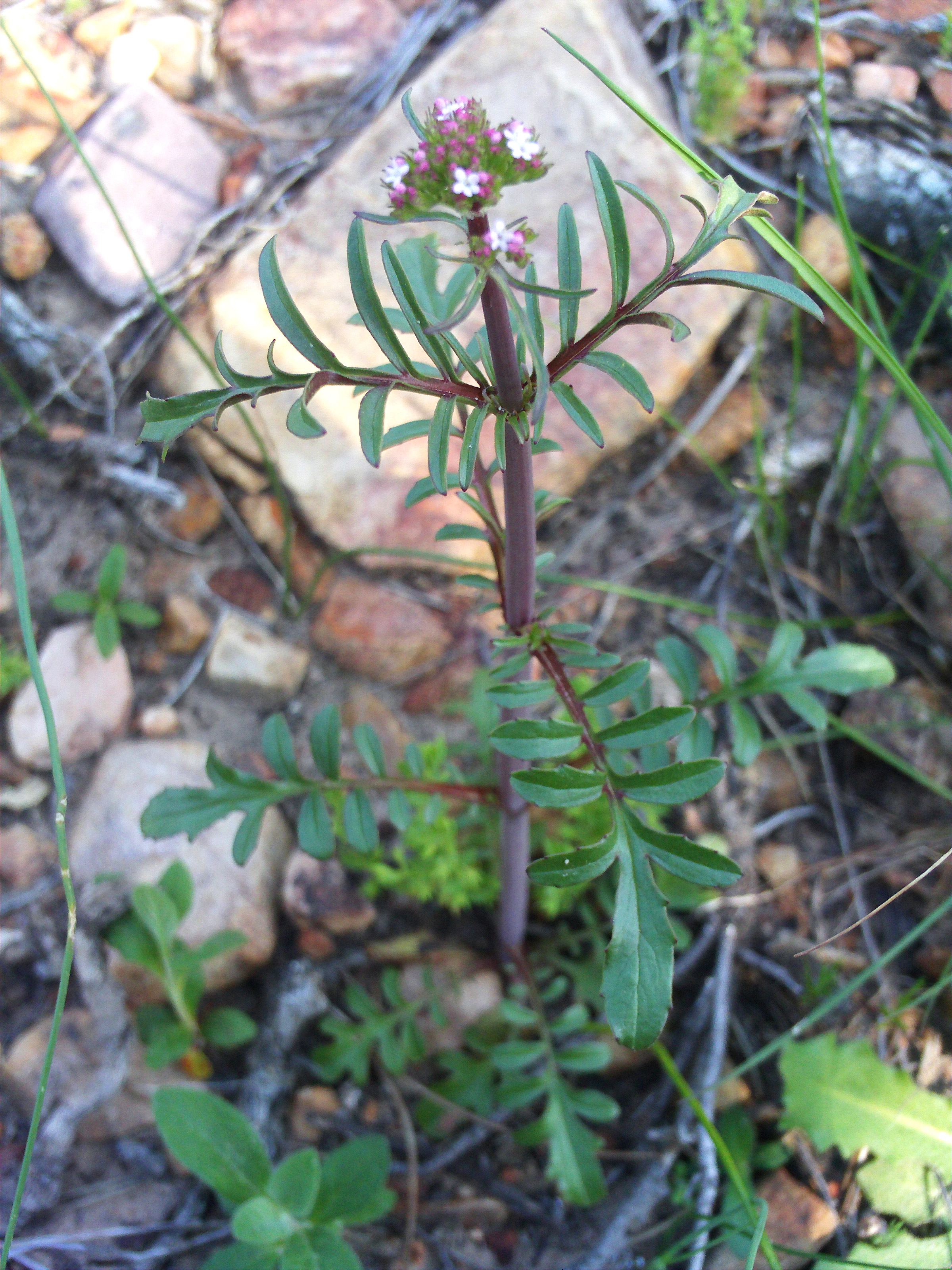